# Shuangpai
Der Kreis Shuangpai (双牌县,  Shuāngpái Xiàn) ist ein Kreis, der zum Verwaltungsgebiet der bezirksfreien Stadt Yongzhou im Süden der chinesischen Provinz Hunan gehört. Er hat eine Fläche von 1.739 km² und zählt 200.800 Einwohner (Stand: Ende 2018). Sein Hauptort ist die Großgemeinde Longpo (泷泊镇).

## Administrative Gliederung
Auf Gemeindeebene setzt sich der Kreis aus drei Großgemeinden und neun Gemeinden (davon eine der Yao) zusammen. 